# Герб комуни Еркельюнга
Герб комуни Еркельюнга (швед. Örkelljunga kommunvapen) — символ шведської адміністративно-територіальної одиниці місцевого самоврядування комуни Еркельюнга. 

## Історія
Комуна Еркельюнга була сформована 1971 року. Для неї опрацювали новий проєкт, який 1974 року було зареєстровано.

## Опис (блазон)
У синьому полі над хвилястою срібною основою перекинутий у перев'яз справа срібний дзвін.

## Зміст
Сюжет герба пов'язаний із легендою про дзвін, який впав у озеро Престшен і його звучання досі можна почути з глибин озера.